# Arrondissement de Krotoschin

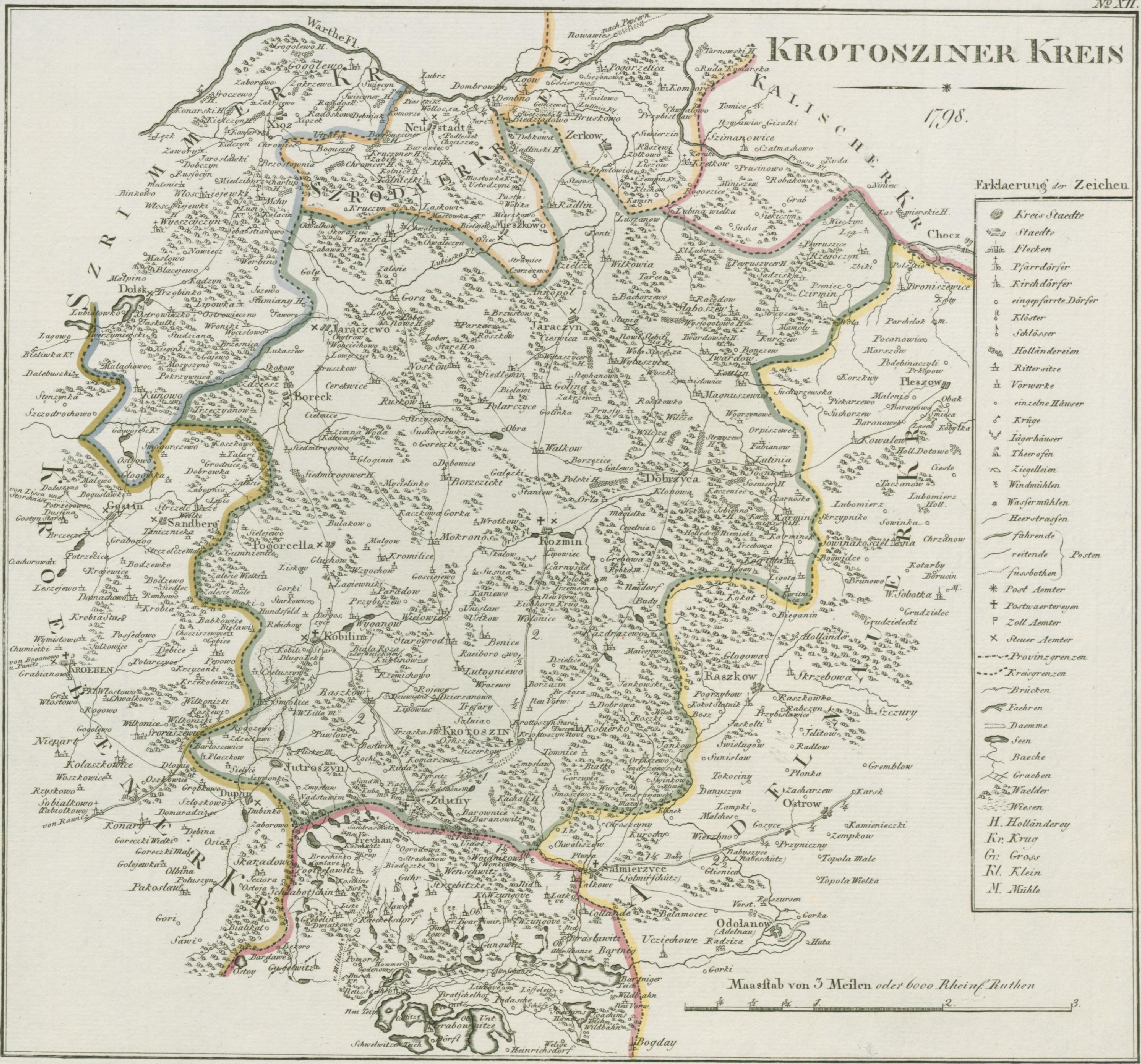
L'arrondissement de Krotoschin, dans le sud de la Prusse

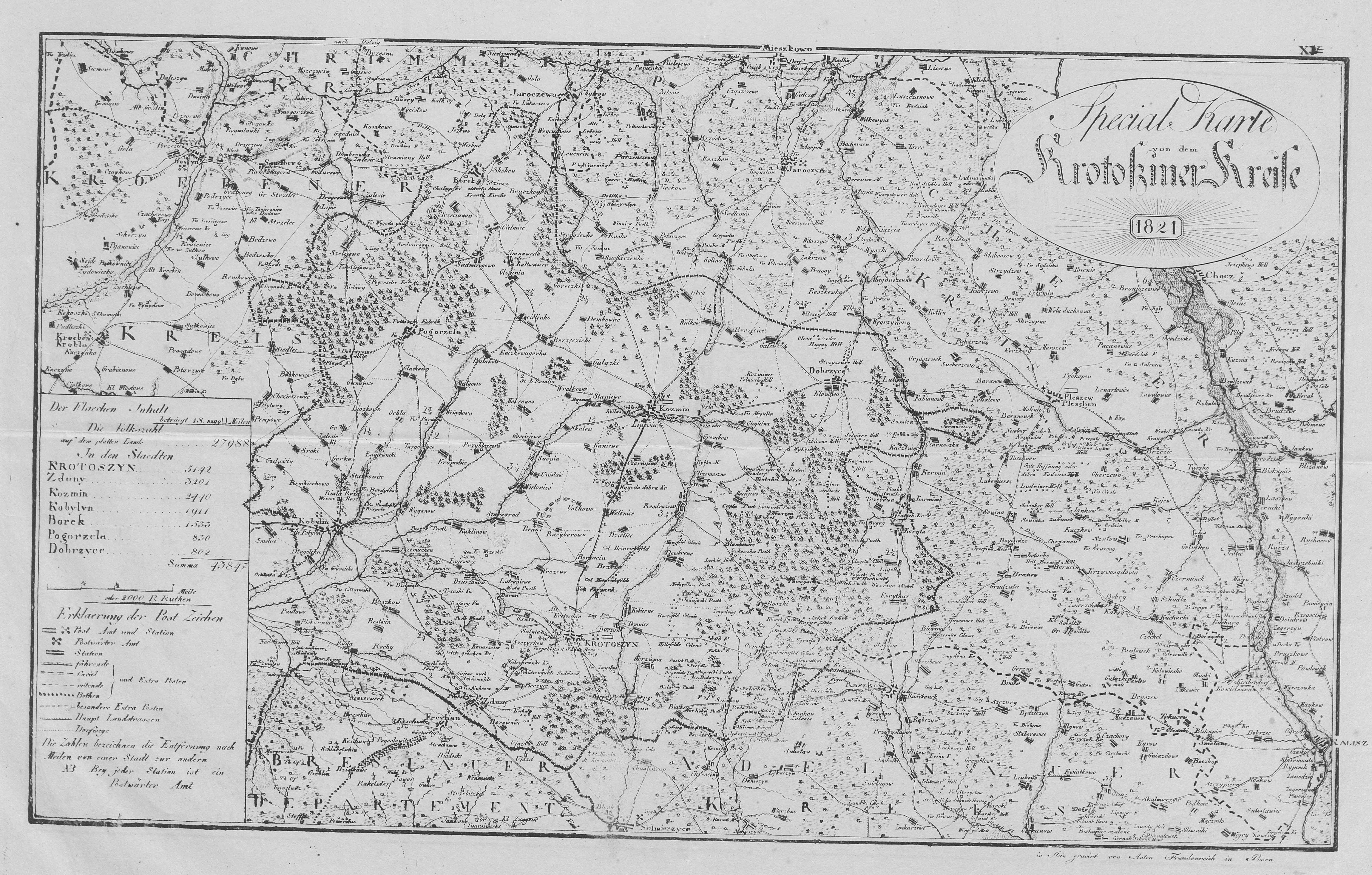
L'arrondissement de Krotoschin aux limites 1818 à 1887

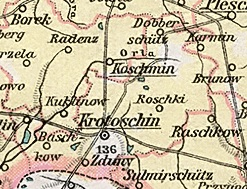
L'arrondissement de Krotoshin aux limites de 1887 à 1919

L'arrondissement de Krotoschin existe de 1793 à 1807 dans la province prussienne de Prusse-Méridionale et de 1815 à 1919 dans la province prussienne de Posnanie.
L'arrondissement de Krotoschin est également une unité administrative allemande en Pologne occupée pendant la Seconde Guerre mondiale (1939-1945) .

## Taille
L'arrondissement de Krotoschin a en dernier lieu une superficie de 498 km2.

## Histoire
Après le troisième partage de la Pologne de 1793 à 1807, le territoire autour de la ville de Krotoschin en Grande-Pologne appartient à l'arrondissement de Krotoschin dans la province prussienne de Prusse-Méridionale. Grâce à la paix de Tilsit, la région devient une partie du duché de Varsovie en 1807. Après le Congrès de Vienne, elle tombe de nouveau aux mains du royaume de Prusse le 15 mai 1815 et devient une partie du district de Posen dans le grand-duché de Posen.
Lors des réformes administratives prussiennes, une réforme des arrondissements est menée dans le district de Posen le 1er janvier 1818, dans laquelle l'arrondissement de Krotoschin est réduit en taille. Le territoire autour de la ville de Jutroschin est transférée dans l'arrondissement de Kröben, le territoire autour de la ville de Jaratschewo dans l'arrondissement de Schrimm et le territoire autour de la ville de Jarotschin dans l'arrondissement de Pleschen (de). Le chef-lieu de l'arrondissement et siège du bureau de l'arrondissement est la ville de Krotoschin.
Faisant partie de la province de Posnanie, l'arrondissement de Krotoschin devient partie intégrante du nouvel Empire allemand le 18 janvier 1871, ce contre quoi les députés polonais du nouveau Reichstag protestent le 1er avril 1871.
Le 1er octobre 1887, le nouveau arrondissement de Koschmin (de) est formé à partir de la moitié nord-ouest de l'arrondissement de Krotoschin.
Le 27 décembre 1918, le soulèvement de la majorité polonaise contre la domination allemande commence dans la province de Posnanie et, à l'exception de la limite sud autour de la ville de Zduny, la région passe sous contrôle polonais en quelques jours. Le 16 février 1919, un armistice met fin aux combats germano-polonais et le 28 juin 1919, avec la signature du traité de Versailles, le gouvernement allemand cède officiellement l'arrondissement de Krotoschin à la Pologne nouvellement fondée. Le 25 novembre 1919, l'Allemagne et la Pologne concluent un accord sur l'évacuation et la rétrocession des territoires à céder, qui est ratifié le 10 janvier 1920. L'évacuation de la zone restante sous contrôle allemand, y compris la ville de Zduny, et la rétrocession à la Pologne ont lieu entre le 17 janvier et le 4 février 1920.

## Évolution de la démographie
| Année | Habitants | Source |
| ----- | --------- | ------ |
| 1818  | 52 857    | [ 8 ]  |
| 1846  | 62 066    | [ 9 ]  |
| 1871  | 65 885    | [ 10 ] |
|       |           |        |
| 1890  | 42 971    |        |
| 1900  | 45 281    | [ 1 ]  |
| 1910  | 46 874    | [ 1 ]  |

En 1890, environ 70 % des habitants de l'arrondissement sont polonophones et 30 % germanophones. Une grande partie des habitants germanophones quittent la région après 1919.

## Politique

### Administrateurs de l'arrondissement
- 1793–179500Anton von Zychlinski[11]
- 1795–180600von Thein[12]
- 1818–183100Heinrich von Borck (de)
- 1831–184500von Karczewski
- 1845–185100Bauer
- 1848–185000Alfred Dönhoff (de)
- 1851–187300Wilhelm von Krupka (de)
- 1873–189100Glaeser
- 1891–189800Arthur Germershausen (de)
- 1898–191800Konrad Hahn (de)

### Élections
L'arrondissement de Krotoschin appartient à la 8e circonscription du district de Posen. La circonscription est remportée par les candidats de la faction polonaise à toutes les élections du Reichstag entre 1871 et 1912 :
- 187100Heinrich von Krzyzanowski (de)
- 187400Eduard Kegel (de)
- 187700Theophil Magdzinski
- 187800Ludwig von Jazdzewski (de)
- 188100Ludwig von Jazdzewski
- 188400Ludwig von Jazdzewski
- 188700Roman von Komierowski (de)
- 189000Ludwig von Jazdzewski
- 189300Ludwig von Jazdzewski
- 189800Ludwig von Jazdzewski
- 190300Ludwig von Jazdzewski
- 190700Wladislaus von Mieczkowski (de)
- 191200Anton von Chlapowski (de)

## Structure communale
Jusqu'en 1919, les quatre villes de Krotoschin, Dobrzyca, Kobylin et Zduny appartiennent à l'arrondissement de Krotoschin. Les 50 communes et les 33 districts de manoirs (à partir de 1908) sont initialement regroupés en (plus petits) districts de Woyt (polonais « wójt » = allemand « Vogt ») et plus tard en districts de police plus grands.

## Communes
Au début du XXe siècle, les communes suivantes appartiennent à l'arrondissement :
| - Alt Krotoschin - Baschkow - Benice - Bestwin - Biadki - Bozacin - Brzoza - Budy - Deutsch Koschmin - Dlugolenka - Dobrzyca, ville - Dombrowo - Durzyn - Dzielice | - Glogowo - Gorzupia - Grembow - Haugfeld - Heinrichsfeld - Hellefeld - Izbiczno - Jankow zalesny I - Klonowo - Kobierno - Kobylin, ville - Kochalle - Konarzewo - Koryta | - Korytnica - Krotoschin, ville - Ligota - Lutogniewo - Lutynia - Maciejewo - Neudorf - Neuvorwerk - Orpischewo - Osusch - Perzyce - Rembichow - Roschki - Rosenfeld | - Rozdrazewko - Rozdrazewo - Ruda - Smoszew - Sosnica - Sosnica Hauland - Steinicksheim - Strzyzewo - Swinkow - Tomnice - Trzemeszno - Wolenice - Wruzew - Zduny, ville |

À quelques exceptions près, les noms de lieux polonais ont continué à s'appliquer après 1815 et au début du XXe siècle. Au XXe siècle, plusieurs toponymes sont germanisés.

## Arrondissement de Krotoschin en Pologne occupée (1939-1945)

### Histoire

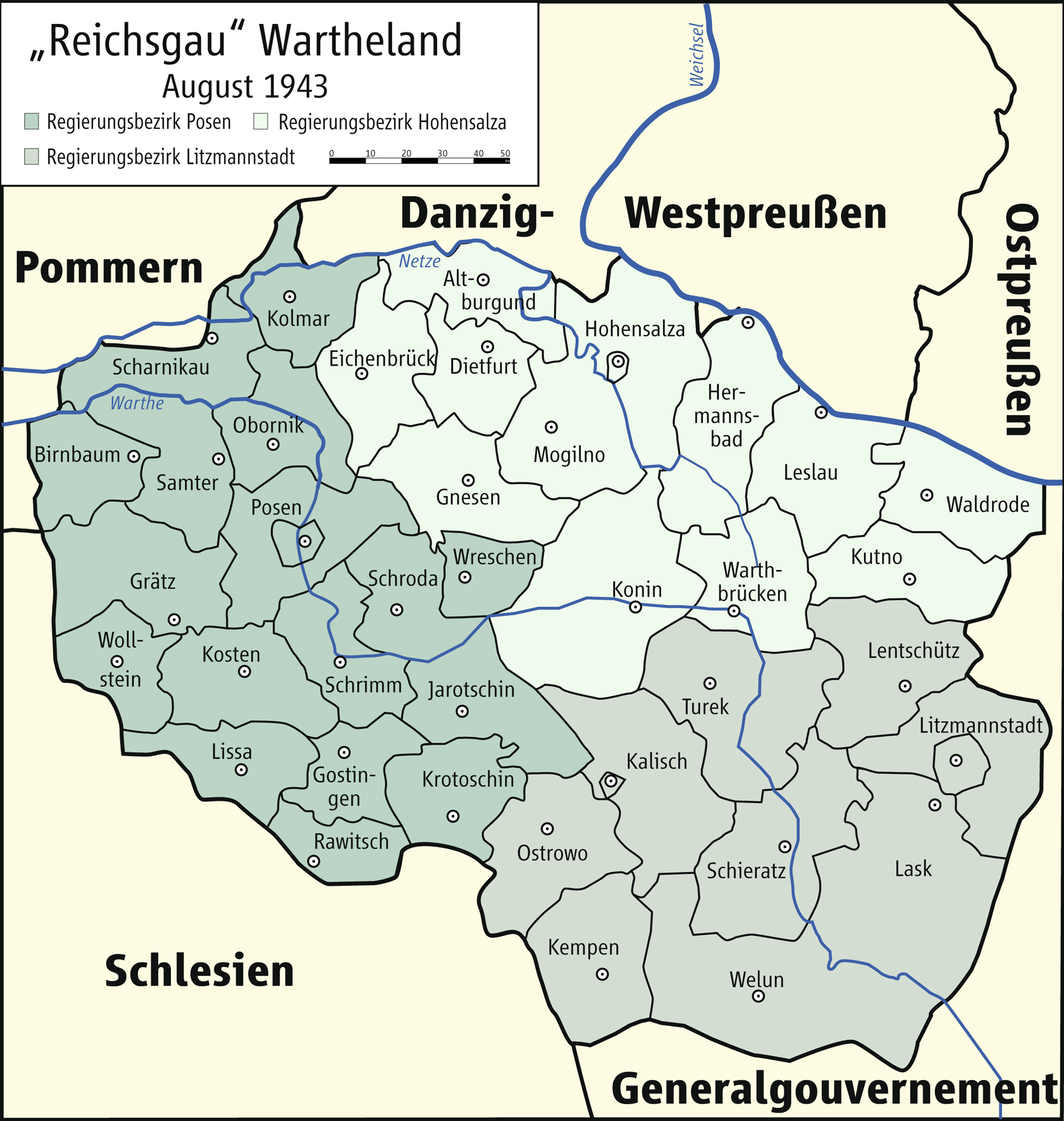
Districts et arrondissements du Reichsgau Wartheland

Pendant la Seconde Guerre mondiale, les autorités d'occupation allemandes forment l'arrondissement de Krotoschin dans le district de Posen (de). Cependant, l’annexion de la région par le Reich allemand le 26 octobre 1939 est inefficace au regard du droit international en tant qu’acte de force unilatéral. L’occupation allemande prend fin avec l’invasion de l’Armée rouge en janvier 1945.

### Administrateurs de l'arrondissement
1942–194500Ewald Wellmann (de)
19450000000Peter Orlowski

### Changements de noms de lieux
Pendant l'occupation allemande pendant la Seconde Guerre mondiale, les noms de lieux en vigueur en 1918 sont initialement adoptés par un décret non publié du 29 décembre 1939, mais ils sont bientôt germanisés « sauvagement » par les autorités d'occupation locales. Le 18 mai 1943, tous les lieux dotés d'une poste ou d'une gare reçoivent des noms allemands ; il s'agit pour la plupart d'ajustements phonétiques, de traductions ou d'inventions libres.
Grandes communes de l'arrondissement de Krotoschin :
| Nom polonais | Nom allemand (1815–1919)                            | Nom allemand (1939–1945)                        | Population (1910) |
| ------------ | --------------------------------------------------- | ----------------------------------------------- | ----------------- |
| Baszków      | Baschkow                                            | 1939–1943 Baschkow 1943–1945 Baschau            | 585               |
| Benice       | Benice                                              | Benitz                                          | 619               |
| Biadki       | Biadki                                              | Battken                                         | 742               |
| Bożacin      | Bozacin                                             | 1939–1943 Bosatschin 1943–1945 Bosenstein       | 513               |
| Dąbrowa      | Dombrowo                                            | 1939–1945 Dombrowo 1943–1945 Krotteichen        | 555               |
| Dobrzyca     | Dobrzyca                                            | Dobberschütz                                    | 1279              |
| Gorzupia     | Gorzupia                                            | Franzensfeld                                    | 644               |
| Grębów       | Grembow                                             |                                                 | 661               |
| Kobierno     | Kobierno                                            | Köbern                                          | 602               |
| Kobylin      | Kobylin                                             | 1939–1943 Kobylin 1943–1945 Koppelstädt         | 2329              |
| Konarzew     | Konarzewo 1908–1919 Hahnau                          | Konradshof                                      | 558               |
| Korytnica    | Korytnica                                           | Korytnitza                                      | 664               |
| Koźminiec    | Deutsch Koschmin Hauland 1905–1919 Deutsch Koschmin | 1939–1943 Deutsch Koschmin 1943–1945 Horlebrunn | 712               |
| Krotoszyn    | Krotoschin                                          | Krotoschin                                      | 13064             |
| Ligota       | Ligota                                              | Unterambach                                     | 1364              |
| Lutogniew    | Lutogniewo 1907–1919 Margarethendorf                | Margaretendorf                                  | 690               |
| Nowa Wieś    | Neudorf                                             | 1939–1943 Neudorf 1943–1945 Budenneudorf        | 600               |
| Orpiszew     | Orpischewo                                          | Sonnenfeld                                      | 789               |
| Roszki       | Roschki                                             | Roschken                                        | 810               |
| Rozdrażew    | Rozdrazewo                                          | 1939–1943 Albertshof 1943–1945 Brigidau         | 1155              |
| Zduny        | Zduny                                               | 1939–1943 Zduny 1943–1945 Treustädt             | 3431              |

## Personnalités liées à l'arrondissement
- Friedrich Schur (1856-1932), mathématicien né à Maciejewo